# Avenida João Aranha
A avenida João Aranha é uma das principais avenidas de Paulínia, município brasileiro do estado de São Paulo. É a segunda avenida mais importante da região norte do município, depois da avenida Paulista, e também a mais importante ligação da região central com os bairros João Aranha e São José. Se estende por 2550 metros pelos bairros João Aranha, Alto de Pinheiros, Parque das Árvores, Ouro Negro e Jardim Planalto, terminando na avenida Paulista.
Em 2010 foi cogitado a ampliação da avenida, de modo que a região norte tivesse ligação com as regiões oeste e sul de Paulínia, como forma de desafogar o trânsito na avenida José Paulino.